# Der Igel
Der Igel je satirický časopis, který vznikl v březnu 1935 jako německé periodikum vydávané v Československu pro obyvatele sudet a vycházel až do září 1938. Časopis vycházel pod záštitou Sudetendeutsche Heimatfront. Celkem během let vyšlo 48 čísel.

## Původní záměr
Zakladatelem časopisu se stala Sudetoněmcká strana. Jedná se o tzv. Henleinovské periodikum, útočící proti Lidovým novinám, Českému slovu, či například nacionalisticky orientovanému bulváru. Útočil ale také na některá německá média, která stála proti Sudetoněmecké straně a také na emigranty psané listy.
Obsahem periodika byly karikatury, humoristické fejetony, epigramy, účelové výpisky z tisku politických odpůrců, ilustrované komentáře k aktuálním situacím, fiktivní dopisy čtenářů s reakcemi na ně, posměšné popěvky, povídky.

## Karikaturisté
Do Der Igel přispívali Hans Erich Köhler, který svá díla signoval jako Erik či Till, Anton Haelbig, Gustáv Mallý. Další tvůrci tvořili pod pseudonymy Walter, Firipi, Karlchen, Ig.,S., Hans Knoblauch, Auch Einer, či dokonce znaky jako +++.

## Cíle satiry a posměšků
- Židé
- bolševici, komunisté
- sociální demokraté
- vztahy českých Němců reprezentovaných SdP a československých médií
- vysílání stanice Praha II-Mělník
- Češi, Slováci a projevy českého nacionalismu
- československá zahraniční politika a její spojenecké smlouvy s Francií a SSSR

V Der Igel se objevovaly i karikatury rasistické a antisemitské, ale nebyly tak útočné, jako ty vycházející v Německu.

## Rok 1938
Kvůli konci německého aktivismu se časopis postupně měnil. Der Igel totiž ztratil svého tradičního nepřítele a celý časopis zrušil svou činnost v září 1938, kdy po záboru českých sudet nacistickým Německem byla jeho existence, coby bojovného satirického periodika, zbytečná. 
Před ukončení činnosti se však z měsíčníku stal zpočátku roku 1938 čtrnáctitýdeník, jež krom karikatur začal nabízet i romantizující krajinky zachycující oblast sudet, patriotické texty, mnoho nepolitických humorných obrázků, kresby spoře oděných až zcela nahých pin-up girls.

## Galerie titulních stran Der Igel

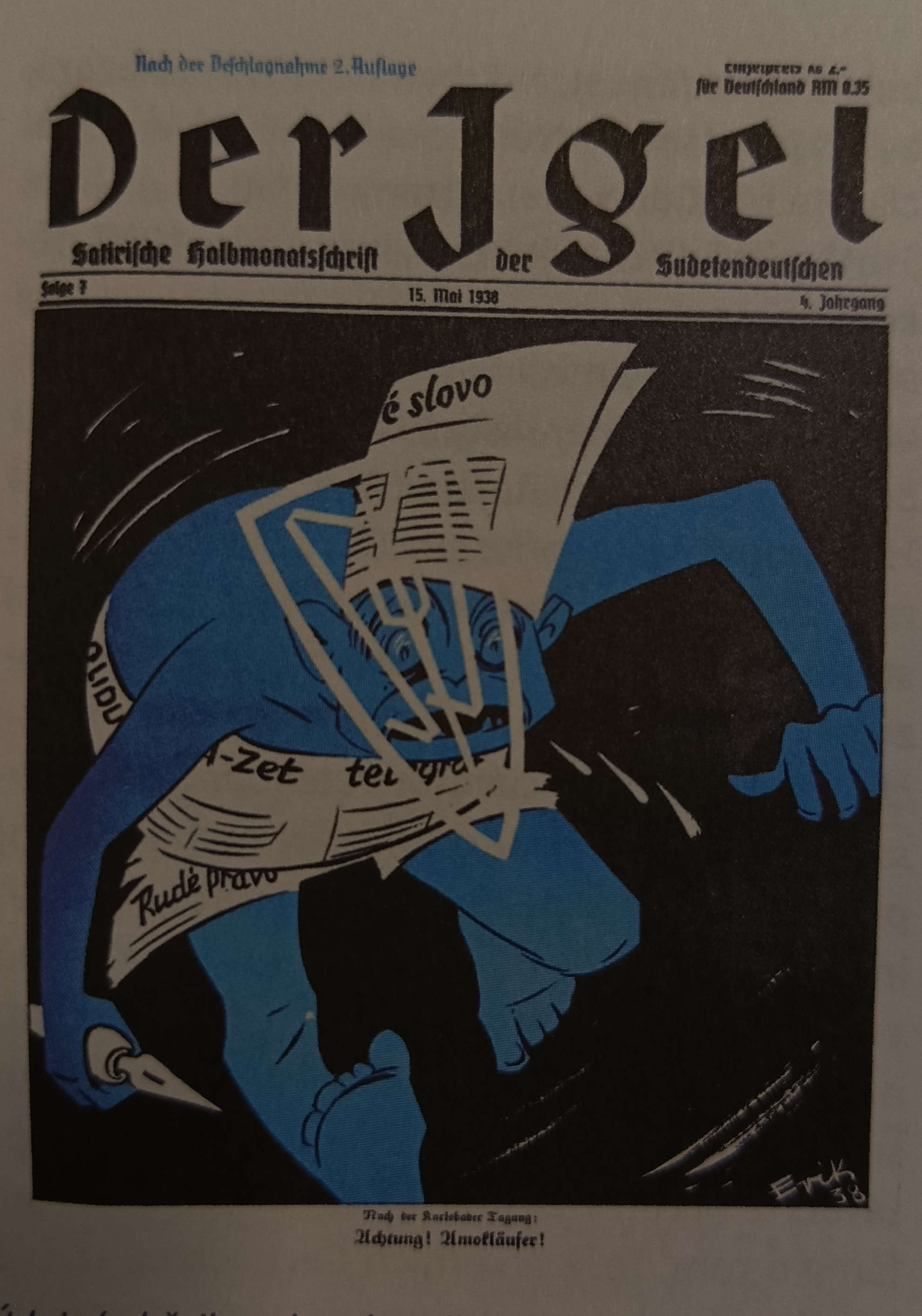
Českonacionální zběsilec v ruce třímá psací pero a před očima má znak SdP, Der Igel, číslo 7, z května 1938
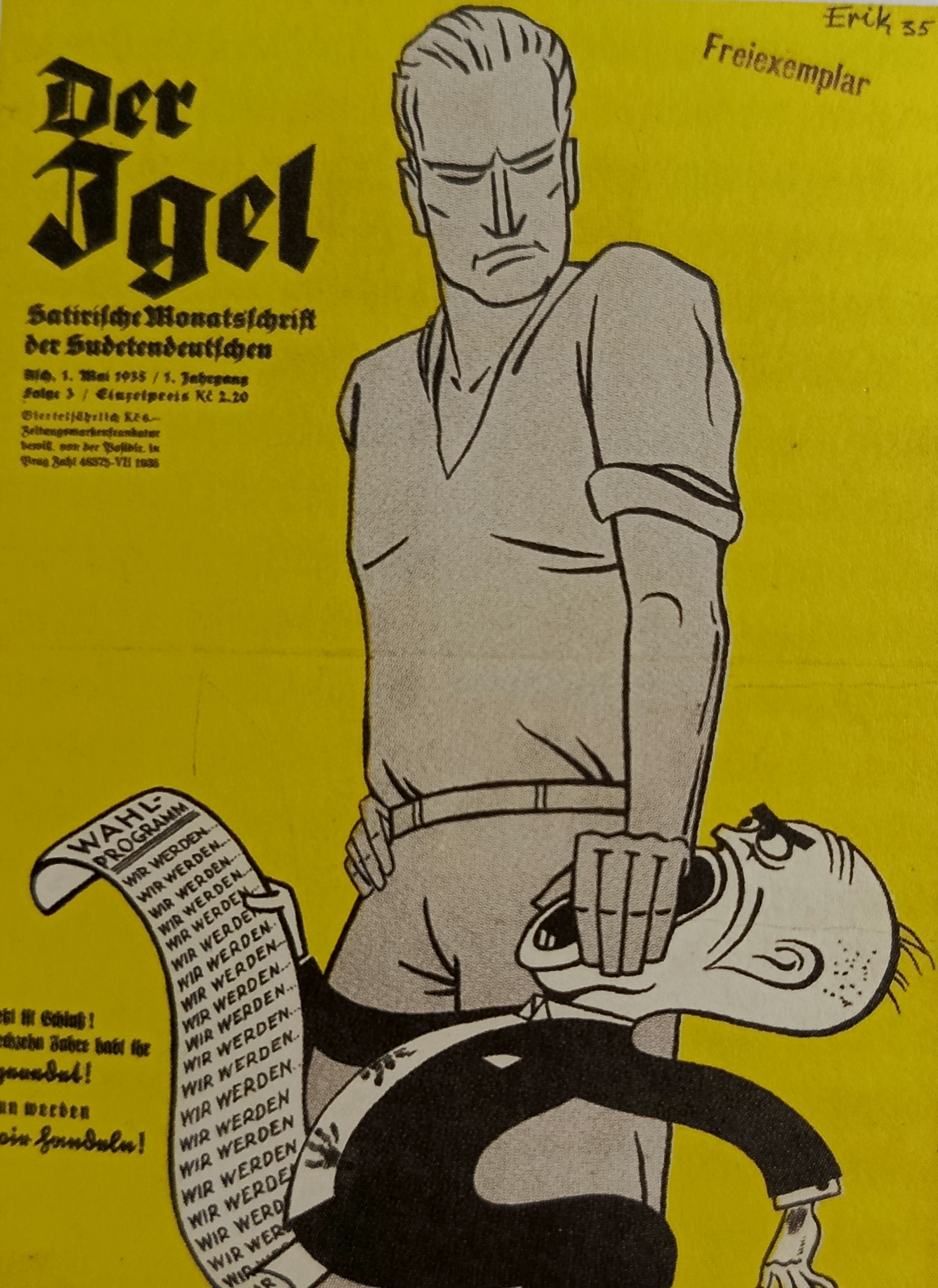
Der Igel, číslo 3 z 1. května 1935